# О’Брайен, Джеймс
Джеймс О’Брайен (англ. James O'Brien, 1842 — 1930) — британский ботаник и садовод.

## Биография
Джеймс О’Брайен родился в 1842 году.
О’Брайен занимался изучением растений семейства Орхидные. Он был секретарём «Комитета Орхидей» Королевского садоводческого общества.
Джеймс О’Брайен умер в 1930 году.

## Научная деятельность
Джеймс О’Брайен специализировался на семенных растениях.